# Lagrán
Lagrán  en espagnol ou Lagran en basque est une commune d'Alava, dans la communauté autonome du Pays basque en Espagne.

## Hameaux
La commune comprend les hameaux suivants :
- Lagrán, concejo, chef-lieu de la commune ;
- Pipaón, concejo ;
- Villaverde, concejo.